# 11-Nor-9-carboxi-THC
11-Nor-9-carboxi-THC, también conocido como 11-Nor-9-carboxi-delta-9-tetrahidrocannabinol, 11-Nor-9-carboxi-delta-9-THC, 11-COOH-THC, o ácido THC-11-oico, es el metabolito secundario principal del delta-9-tetrahidrocannabinol (THC), el cual se forma en el cuerpo a partir del cannabis consumido.
11-COOH-THC se forma por la oxidación del grupo -OH del metabolito activo inmediato anterior, el 11-Hydroxy-THC (conocido también como 11-OH-THC) por parte de enzimas hepáticas. Es entonces metabolizado por conjugación con glucuronido, formando una congenero soluble en agua que pueden ser más fácilmente excretado por el cuerpo.
El 11-COOH-THC no es psicotrópico en sí mismo, pero dado que tiene un tiempo de vida medio largo en el cuerpo, (de varios días o incluso semanas en usuarios muy pesados), se ha comprobado que resulta el componente de principal interés para análisis de dopaje de cannabis, tanto en sangre como en orina.[cita requerida] Los test más selectivos son capaces de diferenciar entre 11-OH-THC y 11-COOH-THC, lo cual pueden ayudar determinar qué tan recientemente fue consumido el cannabis: si solo se detecta 11-COOH-THC entonces el cannabis se consumió hace ya algún tiempo y se puede deducir que los efectos sobre la motricidad o sobre las funciones cognitivas estarían disipadas; mientras que si se detectan ambos, 11-OH-THC y 11-COOH-THC, se puede concluir que el consumo de cannabis fue más reciente y que los efectos sobre la parte motriz y efectos psicotrópicos pueden aún estar presentes.[cita requerida]
En algunas jurisdicciones donde el uso de cannabis está despenalizado, o permitido bajo ciertas circunstancias, se utilizan tales tests para determinar si los conductores están bajo los efectos de los cannabinoides psicotrópicos y por ende inhabilitados legalmente para conducir. Estos tests se basan en la comparación de los niveles de THC, 11-OH-THC y 11-COOH-THC. Por otro lado, en jurisdicciones donde cannabis es completamente ilegal, cualquier nivel detectable de 11-COOH-THC (y/o de cualquiera de los otros mencionados) puede ser utilizado para considerar que se está conduciendo intoxicado, aunque esta evaluación es criticada como prueba fehaciente de que el conductor está bajo efectos recientes de cannabis.
Mientras 11-COOH-THC no tiene ningún efecto psicotrópicos en sí mismo, es posible que pueda tener un rol importante en los efectos analgésicos y antiinflamatorios del cannabis. También ha demostrado moderar los efectos del THC, lo cual puede ayudar a explicar la gran diferencia de efectos observada entre usuarios ocasionales y regulares de cannabis.

## Estado legal

### Australia
11-COOH-THC es una sustancia prohibida en Australia Occidental categorizada como Schedule 8 en la lista de Venenos estándar (julio de 2016). Una sustancia "Schedule 8" es una droga controlada o sustancia que podría estar disponible para uso pero que requiere restricción para su producción, suministro, distribución, tenencia y uso, a efectos de reducir su mal uso, abuso y por generar dependencias físicas o psicológicas.

### Estados Unidos
Dado que 11-COOH-THC es sustancialmente similar a la sustancia controlada Schedule 1, THC, la posesión o venta de 11-COOH-THC podría estar sujeto a procesamiento bajo las leyes federales de EE. UU..